# Porthmós Evrípou
Porthmós Evrípou är ett sund i Grekland.   Det ligger i prefekturen Nomós Evvoías och regionen Grekiska fastlandet, i den östra delen av landet, 50 km norr om huvudstaden Aten.